# Специальные фигуры

Иллюстрация выбора специальных фигур

Иллюстрация выбора специальных фигур

Специальные фигуры были составной частью фигурного катания в конце XIX - начале XX веков. Как и обязательные фигуры, специальные фигуры представляли собой начертание узоров на льду лезвием одного конька . Это требовало от фигуриста значительного баланса и контроля при катании на одной ноге.
В то время как обязательные фигуры представляли собой стандартные модели, полученные из цифры 8, специальные фигуры представляли собой тщательно продуманные модели, изобретенные фигуристами. Эти рисунки включали розочки, звезды, кресты и другие сложные завитушки. Строительные блоки для специальных фигур включали не только элементы стандартных обязательных фигур, но и формы, известные как клювы, очки и поперечные разрезы.
Вычерчивание сложных узоров на льду было характерно для американской и британской школ фигурного катания. К началу XX века это было в значительной степени вытеснено «международным стилем» произвольной программы, в которой использовалась вся ледяная поверхность и использовались более спортивные движения под музыку.
Особые цифры были событием на летних Олимпийских играх 1908. Николай Панин из России выиграл турнир. Николай Панин завоевал золотую медаль в этом специальном фигурном катании и не имел поражений до 1952 года, когда Олимпийский комитет отменил это мероприятие из-за того, что его считали слишком сложным для выполнения. Один претендент Николая Панина увидел выполненный им сложный геометрический узор и вместо того, чтобы попытаться воссоздать его, проиграл.